# Tetratheca neglecta
Espèce
Classification APG III (2009)
Tetratheca neglecta est une espèce de plantes de la famille des Tremandraceae selon la classification classique, ou de la famille des Elaeocarpaceae selon la classification APG III. Elle est endémique à l'est de l'Australie.
Ce sont des petits arbustes qui peuvent atteindre 15 à 60 cm de haut. Ses fleurs roses apparaissent entre août et novembre dans son aire de répartition naturelle.
Il pousse dans la région de Sydney en Nouvelle-Galles du Sud.